# Harry Radford
Charles Harry Radford, född 28 juli 2005, är en brittisk tävlingscyklist som tävlar i bancykling. 

## Karriär
Vid EM 2025 i Heusden-Zolder tog Radford brons tillsammans med Harry Ledingham-Horn och Hayden Norris i lagsprint.